# مری استاوین
مری استاوین (انگلیسی: Mary Stävin؛ زادهٔ ۲۰ اوت ۱۹۵۷) مدل (شخص)، و هنرپیشه اهل سوئد است.
از فیلم‌هایی که وی در آن نقش داشته‌است، می‌توان به نمایی به یک قتل، خانه و حریف اشاره کرد.